# Nephus hiekei
Nephus hiekei é uma espécie de insetos coleópteros polífagos pertencente à família Coccinellidae.
A autoridade científica da espécie é Fursch, tendo sido descrita no ano de 1965.
Trata-se de uma espécie presente no território português.